# Riccardo Filippi
Riccardo Filippi (Ivrea, 25 de gener de 1931 - Lessolo, 21 d'abril de 2015) va ser un ciclista italià, que fou professional entre 1953 i 1960. Com amateur, va guanyar el Campionat del món en ruta de 1953.

## Palmarès
- 1953
  -  Campió del món amateur en ruta
  - 1r al Trofeu Baracchi (amb Fausto Coppi)
- 1954
  - 1r al Trofeu Baracchi (amb Fausto Coppi)
- 1955
  - 1r al Trofeu Baracchi (amb Fausto Coppi)

### Resultats al Giro d'Itàlia
- 1954. Abandona
- 1955. 37è de la classificació general
- 1956. 25è de la classificació general
- 1957. Abandona